# Баштанар Любов Іванівна
Любов Іванівна Баштанар (нар. 1919, село Яланець, тепер Томашпільського району Вінницької області — ?) — українська радянська діячка, доярка колгоспу «Більшовик» Томашпільського району Вінницької області. Герой Соціалістичної Праці (22.03.1966). Депутат Верховної Ради СРСР 6-го скликання.

## Біографія
Народилася в селянській родині. Освіта початкова.
У 1934—1941 і в 1944—1950 роках — колгоспниця, ланкова буряківничої ланки колгоспу «Більшовик» села Яланець Томашпільського району Вінницької області.
З 1950 року — доярка колгоспу «Більшовик» села Яланець Томашпільського району Вінницької області. У 1960 році надоїла від кожної закріпленої корови по 4994 кг молока, а за рік довела показник до 5403 кг.
Потім — на пенсії.

## Нагороди
- Герой Соціалістичної Праці (22.03.1966)
- орден Леніна (22.03.1966)
- ордени
- медаль «За трудову доблесть» (26.02.1958)
- медалі